# José Augusto Martins Fernandes Pedreira
José Augusto Martins Fernandes Pedreira (* 10. April 1935 in Gondomil; † 14. Oktober 2020 in Braga) war ein portugiesischer Geistlicher und römisch-katholischer Bischof von Viana do Castelo.

## Leben
José Augusto Martins Fernandes Pedreira trat im Oktober 1947 in das Priesterseminar in Braga ein und empfing nach seiner theologischen Ausbildung am 12. Juli 1959 die Priesterweihe. Er lehrte am Priesterseminar in Braga und war von 1975 bis 1979 Direktor und Professor an mehreren Einrichtungen zur Ausbildung von Grundschullehrern, Erziehern und Krankenpflegern. Von 1978 bis 1983 war er Kanzler der Diözesankurie und 1982 Kirchenanwalt des Kirchengerichts. Er war zudem stellvertretender Generalvikar der Diözese. 1971/72 absolvierte er einen Studienkurs am Institut für Psychologie (ISPA) in Lissabon.
Papst Johannes Paul II. ernannte ihn am 28. Dezember 1982 zum Titularbischof von Elvas und Weihbischof in Porto. Der Bischof von Viana do Castelo, Armindo Lopes Coelho, spendete ihm am 19. März des nächsten Jahres die Bischofsweihe. Mitkonsekratoren waren Eurico Dias Nogueira, Erzbischof von Braga, und Júlio Tavares Rebimbas, Erzbischof ad personam von Porto.
Am 29. Oktober 1997 wurde er zum Bischof von Viana do Castelo ernannt. Am 11. Juni 2010 nahm Papst Benedikt XVI. seinen altersbedingten Rücktritt an.